# Pawel Pawlowitsch Lebedew

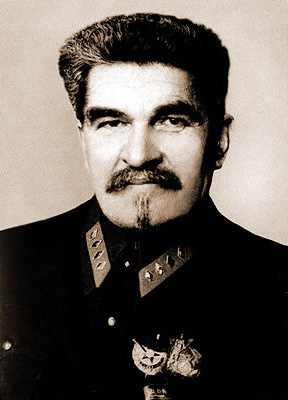
Pawel Pawlowitsch Lebedew, 1933

Pawel Pawlowitsch Lebedew (russisch Павел Павлович Лебедев; wissenschaftliche Transliteration Pavel Pavlovič Lebedev, * 21. Apriljul. / 3. Mai 1872greg. in Tscheboksary, Tschuwaschien; † 2. Juli 1933 in Charkiw) war ein russischer und später sowjetischer Offizier im Range eines Generalmajors und später eines Frontkommandeurs (sowjetischer Spitzendienstgrad bis 1935), sowie zwischen 1919 und 1924 Stabschef der Roten Armee.

## Leben
Lebedew wurde in eine verarmte Adelsfamilie hineingeboren und russisch-orthodox erzogen. Er wurde bereits im Alter von 12 Jahren Kadett und wurde im Kadettenkorps „Graf Araktschejew“ in Nischni Nowgorod und in der Moskauer Alexandrow’schen Militärschule ausgebildet. Nach Abschluss seiner Ausbildung wurde er 1892 als Leutnant zum Moskauer Garderegiment ausgemustert. Zwischen 1897 und 1900 studierte er an der Generalstabsakademie, die er mit Auszeichnung abschloss. Vor Ausbruch des Ersten Weltkrieges 1914 diente er im Range eines Oberst als Leiter der 12. Generalstabsabteilung. Während des Ersten Weltkrieges diente er in verschiedenen Verwendungen, u. a. als Stabschef der 3. Armee. 1915 wurde er zum Generalmajor ernannt, im Dezember 1917 trat er aus der Armee aus und zog zu seiner Familie in Jeisk. 
1918 weigerte er sich, die Weiße Armee zu unterstützen, und wurde auf persönliche Einladung Wladimir Lenins Offizier der Roten Armee. Er diente als Leiter der Abteilung Mobilmachung bis 1919, an der Ostfront von April bis Juli 1919 als Stabschef und im Juli 1919 als Kommandeur der gesamten Ostfront sowie zwischen 1919 und 1924 als Stabschef der Roten Armee. Zugleich war er zwischen März 1923 und Februar 1924 Mitglied des Revolutionären Kriegsrats der UdSSR. 
Er war maßgeblich an der Planung und Durchführung der Kämpfe gegen die Truppen Alexander Koltschaks, Anton Denikins und Nikola Judenitschs beteiligt und gilt als einer der Köpfe hinter der Orel-Kursk-Operation, während der die Offensive Denikins auf Moskau zurückgeschlagen wurde. 
Er war zudem zwischen 1922 und 1924 Kommandeur der Frunse-Akademie und hatte bis 1928 einige Positionen in der Ukrainischen SSR inne. 
Er starb am 2. Juli 1933 im Alter von 61 Jahren in Charkiw, am darauffolgenden Tag wurde auf Beschluss des Revolutionären Kriegsrats der UdSSR der Ehrenname „Genosse Lebedew“ an die Artillerieschule in Kiew verliehen.